# Manin, Syria
Manin hoặc Ain Manin (tiếng Ả Rập: منين) là một thị trấn nhỏ ở miền nam Syria cách Damascus khoảng 18 km về phía bắc. Manin là một địa điểm du lịch nổi tiếng, được bao quanh bởi bảy ngọn núi nhỏ với thung lũng Manin nằm giữa chúng. Dòng sông Manin chảy từ một ngọn núi có tên là "Al-Ain" (tiếng Ả Rập: العين) và tiếp tục cho đến khi đến vùng ngoại ô Damascus. Thị trấn có độ cao khoảng 1.200 mét so với mực nước biển. Theo Cục Thống kê Trung ương Syria, Manin có dân số 17.521 người trong cuộc điều tra dân số năm 2004. Trong những năm 1960, nó đã được báo cáo là một ngôi làng tương đối lớn với 3.200 cư dân. Cư dân của nó chủ yếu là người Hồi giáo Sunni.
Những khám phá gần đây tại một ngọn núi khác có tên (Mar Takla) (Từ tiếng Ả Rập: مار تقلا, Saint Thecla) cho thấy thị trấn có lịch sử lâu đời, đặc biệt là vào thời La Mã và Byzantine, với hai ngôi đền được chạm khắc trên đá của núi với rất nhiều ngôi nhà và lăng mộ. Thánh Helena có hai nhà thờ được xây dựng ở Manin.